# Nombre nou
El 9 és un nombre natural que segueix el vuit i precedeix el deu. S'escriu 9 en xifres àrabs, IX en les romanes i 九 en les xineses. L'ordinal és novè/novena. El quantitatiu és nou (En tinc nou). L'agrupament és nonet (grup de nou). El múltiple és nònuple. El divisor és un novè/novena part.
El prefix que el designa és enne- o ennea-. És el quadrat del tres, i el primer nombre compost senar.
Ocurrències del nou:
- És el nombre atòmic del fluor.
- És el símbol de la veritat per als hebreus (perquè és tres vegades tres).
- Són 9 les muses gregues.
- En llatí l'hora nona (novena) era l'hora de la migdiada, d'on ve l'expressió "fer nones".
- El novembre era el 9è mes del calendari romà, ara és el setembre
- El curs escolar dura nou mesos a Espanya
- Una composició musical per a 9 instruments és un nonet.Nou

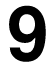
Nou

- La novena simfonia és l'última que va escriure Beethoven i es va convertir en un nombre supersticiós de simfonies.
- L'Ennèada són 9 déus de la mitologia egípcia. Un d'ells, Ra, es podia transformar en qualsevol dels altres, i també en gat. D'aquí que el gat té 9 vides.
- Al Japó el 9 porta tanta mala sort com el 13 al món occidental.
- Nou mesos dura l'embaràs humà
- Anys històrics: 9 aC, 9 dC.
- És un nombre de Proth.